# Otmenenjärvi och Keski-Otmen
Otmenenjärvi och Keski-Otmen är en sjö i Finland. Den ligger i kommunen Joensuu i landskapet Norra Karelen, i den sydöstra delen av landet, 400 km nordost om huvudstaden Helsingfors. Otmenenjärvi och Keski-Otmen ligger 111,2 meter över havet. Den är 6,5 meter djup. Arean är 1,4 kvadratkilometer och strandlinjen är 11,36 kilometer lång. sjön  ingår i Jänisjokis huvudavrinningsområde.  Sjön består av flera delar: I sydöst ligger den del som kallas Otmenenjärvi, och som genom ett sund förbinds med Keski-Otmen i väster som i sin tur förbinds med Ala-Otmen i norr, där sjön avvattnas via ett biflöde, Otmenenjoki, till Vekarusjoki. I omgivningarna runt Otmenenjärvi växer i huvudsak blandskog.